# Курнєзєв Олексій Олександрович
Олексій Олександрович Курнєзєв (рос. Алексей Александрович Курзенёв; нар. 9 січня 1995, Зеленодольськ, Татарстан, Росія) — російський футболіст, нападник бєлгородського «Салюта».

## Клубна кар'єра
Вихованець татарстанських «Зеленодольська» та «Рубіна» перебрався у 2012 році до «Локомотиву», вже будучи гравцем юнацької збірної (U-17). У складі московського клубу дебютував у молодіжній першості,  відзначився 1-м голом у 18 матчах. 15 серпня 2013 року перейшов до складу московських армійців (6 матчів, 0 голів у МП), зіграв у юнацькій Лізі УЄФА (6 матчів, 0 голів).
21 лютого 2014 року перейшов до «Амкара». Завдяки трьом результативним ударам у шести матчах весняної частини молодіжної першості дебютував під керівництвом Костянтина Парамонова у чемпіонаті Росії у матчі проти «Крил Рад», вийшов на заміну на 75-й хвилині. У наступному турі, у матчі проти ЦСКА, вперше вийшов на поле у стартовому складі «Амкара».
2016 року перейшов до молдовської команди «Академія УТМ», а потім — до російського «Зеніту-Іжевська». У червні 2017 року підписав контракт із саратовським «Соколом». У березні 2018 року перейшов до московського «Арарату». Другу частину 2018 року провів у могильовському «Дніпрі». У лютому 2019 року перейшов до ульяновської «Волги», з яким підписав контракт до літа 2020 року.

## Кар'єра в збірній
З 2010 по 2014 рік виступав за юнацьку збірну Росії 1995 року народження. За цей час встиг провести 29 матчів, в яких відзначився 11-ма голами. У 2015 році зіграв 6 матчів за молодіжну збірну Росії, в яких відзначився 2-ма голами.

## Статистика виступів

### Клубна
Станом на 10 вересня 2018 року
| Сезон   | Клуб                | Ліга (рівень)             | Чемпіонат | Чемпіонат | Кубок | Кубок | Єврокубки | Єврокубки |
| Сезон   | Клуб                | Ліга (рівень)             | Матчі     | Голи      | Матчі | Голи  | Матчі     | Голи      |
| ------- | ------------------- | ------------------------- | --------- | --------- | ----- | ----- | --------- | --------- |
| 2013/14 | «Амкар»             | Прем'єр-ліга (1)          | 3         | 0         | —     | —     | —         | —         |
| 2014/15 | «Амкар»             | Прем'єр-ліга (1)          | 2         | 0         | —     | —     | —         | —         |
| 2015/16 | «Амкар»             | Прем'єр-ліга (1)          | 3         | 0         | —     | —     | —         | —         |
| 2016/17 | «Академія-УТМ»      | Національний дивізіон (1) | 5         | 1         | —     | —     | —         | —         |
| 2016/17 | «Зеніт-Іжевськ»     | ПФЛ (3)                   | 6         | 0         | —     | —     | —         | —         |
| 2017/18 | «Сокіл»             | ПФЛ (3)                   | 15        | 3         | 4     | 2     | —         | —         |
| 2017/18 | «Арарат» (Москва)   | ПФЛ (3)                   | 7         | 2         | —     | —     | —         | —         |
| 2018    | «Дніпро» (Могильов) | Вища ліга (1)             | 1         | 0         | —     | —     | —         | —         |